# Cinquante-quatre martyrs anglais
Les cinquante-quatre martyrs anglais sont les martyrs anglais, gallois et écossais béatifiés le 29 décembre 1886 par le pape Léon XIII. Bien que tous commémorés le 4 mai, ils sont aussi séparément célébrés, dans le diocèse de leur naissance, au jour anniversaire de leur mort. Parmi eux 18 Chartreux. Certains ont par ailleurs été canonisés par Pie XI et d'autres encore par Paul VI. Les canonisés figurent aussi dans la liste des dits quarante martyrs d'Angleterre et du pays de Galles.  

## Liste des martyrs
- Alexandre Briant
- Augustin Webster
- Cuthbert Mayne
- Edmond Campion
- Edward Powell
- Everard Hanse
- German Gardiner
- Humphrey Middlemore
- James Thompson
- James Walworth

- John Davy
- John Felton
- John Forest
- John Haile
- John Houghton
- John Larke
- John Nelson
- John Rochester
- John Shert

- John Storey
- Laurence Richardson
- Luc Kirby
- Margaret Pole
- Ralph Sherwin
- Richard Bere
- Richard Fetherston
- Richard Kirkman
- Richard Reynolds
- Richard Thirkeld

- Robert Bird
- Robert Lawrence
- Robert Salt
- Sebastian Newdigate
- Thomas Abel
- Thomas Cottam
- Thomas Ford
- Thomas Green
- Thomas Johnson
- Thomas More

- Thomas Plumtree
- Thomas Reding
- Thomas Scherwood
- Thomas Scryven
- Thomas Woodhouse
- Gautier Pierson
- William Exmew
- William Filby
- William Greenwood

- William Hart
- William Horne
- William Lacey